# Guy Burnet
Guy Burnet (Londra, 8 agosto 1983) è un attore britannico.

## Biografia
Poliglotta, durante gli studi si dedica con passione al gioco del calcio, entrando nelle giovanili dei Queens Park Rangers che gli permette di partecipare a diversi tornei in Europa e Israele. In seguito decide di dedicarsi alla recitazione. Nel 2007 gioca con la nazionale inglese una partita benefica contro la Russia a favore della Give Life Foundation. Recita in diverse serie TV britanniche, sia inglesi che irlandesi, ma sporadicamente partecipa anche a serie TV americane. È anche attore teatrale e boxeur amatoriale.

## Filmografia parziale

### Cinema
- Luster, regia di Adam Mason (2010)
- Baseline, regia di Brendon O'Loughlin (2010)
- Pig, regia di Adam Mason (2010)
- Age of Heroes, regia di Adrian Vitoria (2011)
- A Beautiful Now, regia di Daniela Amavia (2015)
- Mortdecai, regia di David Koepp (2015)
- Die Habenichtse, regia di Florian Hoffmeister (2016)
- Pitch Perfect 3, regia di Trish Sie (2017)
- Le Musk, regia di A.R. Rahman (2017)
- Asher, regia di Michael Caton-Jones (2018)
- Jacob's Ladder, regia di David M. Rosenthal (2019)
- Morto per un dollaro (Dead for a Dollar), regia di Walter Hill (2022)
- Riposo forzato (Bed Rest), regia di Lori Evans Taylor (2022)
- Oppenheimer, regia di Christopher Nolan (2023)

### Televisione
- Sonny tra le stelle - serie TV, un episodio (2010)
- Ray Donovan - serie TV, 3 episodi (2015)
- The Affair - Una relazione pericolosa (The Affair) - serie TV, 2 episodi (2016)
- Chicago Fire - serie TV, 6 episodi (2016)
- Philip K. Dick's Electric Dreams – serie TV, episodio 1x05 (2017)
- Hand of God - serie TV, 8 episodi (2017)
- Counterpart - serie TV, 7 episodi (2018)
- The Feed - serie TV, 10 episodi (2019)

## Programmi televisivi
- Britain's Next Top Model (2008)

## Doppiatori italiani
Nelle versioni in italiano delle opere in cui ha recitato, Guy Burnet è stato doppiato da:
- Dimitri Winter in The Affair - Una relazione pericolosa, Oppenheimer
- Davide Albano in Philip K. Dick's Electric Dreams
- Flavio Aquilone in Pitch Perfect 3
- David Chevalier ne Il problema dei 3 corpi
- Gianfranco Miranda in FUBAR